# Domenico
Domenico är ett märke av handgjorda cigarrer producerade av Domenico Cigar and Tobacco Growers’ Cooperative i Potamia, Grekland. Företaget grundades på initiativ av Yiannis Tsoutsos, borgmästare i staden. Grekland hade ingen erfarenhet av cigarrtillverkning, så Tsoutsos och en grupp lokala medborgare reste till Kuba år 2000 för att skapa sig en bild av industrin. Efter en period av vidare inlärning, så skapades märket år 2004.
För närvarande producerar man cigarrtyperna Coronas, Robustos, Churchills och cigariller.